# Cantón de Breil-sur-Roya
El cantón de Breil-sur-Roya era una división administrativa francesa que estaba situada en el departamento de Alpes Marítimos y la región de Provenza-Alpes-Costa Azul.

## Composición
El cantón estaba formado por tres comunas:
- Breil-sur-Roya
- Fontan
- Saorge

## Supresión del cantón de Breil-sur-Roya
En aplicación del Decreto nº 2014-227 de 24 de febrero de 2014, el cantón de Breil-sur-Roya fue suprimido el 22 de marzo de 2015 y sus 3 comunas pasaron a formar parte del nuevo cantón de Contes.